# Meister der Stalburg-Bildnisse

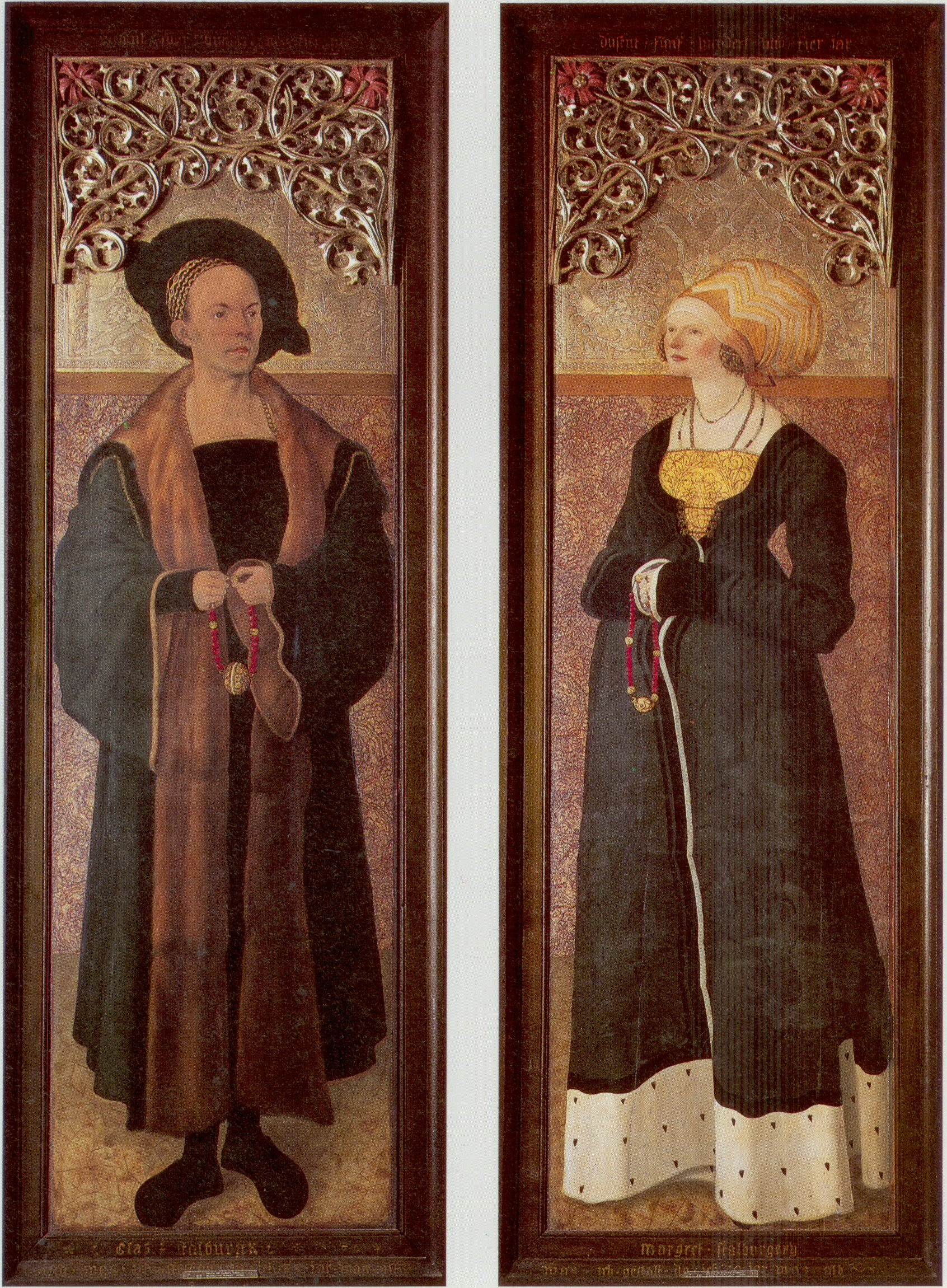
Claus Stalburg der Reiche und seine Frau Margarethe vom Rhein

Als  Meister der Stalburg-Bildnisse wird der mittelalterliche Maler bezeichnet, der 1505 ein Porträt des Claus Stalburg und ein weiteres seiner Frau Margarethe vom Rhein gemalt hat. Der Künstler ist namentlich nicht bekannt und hat nach diesen in Mischtechnik auf Tannenholz gemalten Bildern seinen Notnamen erhalten.

## Geschichte der Stalburg-Bildnisse
Die mehr als 180 Zentimeter hohen Stalburg-Bildnisse zeigen den Frankfurter Patrizier und Ratsherrn Claus Stalburg und seine Frau Margarethe fast lebensgroß. Sie waren die beiden Seitenflügel eines von dem Paar für die Kapelle der Stalburg in Frankfurt gestifteten Altars. Die Bildnisse sind heute im Frankfurter Städelschen Kunstinstitut zu finden. Das Mittelbild, das eine Kreuzigung Christi darstellte, ging 1813 bei einem Brand verloren.

## Deutung der Stalburg-Bildnisse
Die Stalburg-Bildnisse zeigen ein besonderes Standesbewusstsein der Frankfurter Patrizierfamilie, denn üblicherweise wurden im Mittelalter die Stifter eines Altares noch als Randfiguren in verehrender Haltung dargestellt. Die prachtvolle ganzfigurige Selbstdarstellung der Auftraggeber durch den Meister der Stalburg-Bildnisse bricht nicht nur mit dieser Tradition, sie ist vom Format her auch eine bis dahin nur dem Adel standesgemäße Porträtdarstellung.

## Stil und Identifikation des Meisters
Der Meister der Stalburg-Bildnisse steht dem Malstil des Malers Matthias Grünewald nahe, dieser soll in der Nähe von Aschaffenburg geboren sein.
Eventuell stammt der Meister der Stalburg-Bildnisse aus der Frankfurter Malerfamilie der Caldenbach.
Es wurde in der Kunstgeschichte die These aufgestellt, dass die dem Meister der Stalburg-Bildnisse zugeordneten Werke als Frühwerke Grünewalds anerkannt werden sollten. Trotz oder auch wegen des nicht vollständig bekannten Lebenslaufs Grünewalds bleibt diese Vermutung umstritten.

## Werke (Auswahl)
- Porträt des Claus Stalburg und Porträt der Margarethe vom Rhein
- Trauernde Maria und Christus als Schmerzensmann

Neben den Porträtbildern des auch Stalburg-Altar genannten Werks werden dem Meister der Stalburg-Bildnisse noch zwei weitere Bilder im Städel zugeordnet.